# 535
535 је била проста година.

## Догађаји
- Википедија:Непознат датум — Византијски цар Јустинијан врши реформу територијалног уређења Византије
- Википедија:Непознат датум — Византијски цар Јустинијан обнавља Сингидунум

- 30. април – Краљ Теодахад се свети краљици Амаласуинти. Одвео је из главног града Равене на мало острво на језеру Болсена, где је задављена у купатилу.
- Смрт Амаласуинте даје византијском цару Јустинијану I изговор да нападне Италију и започне Готски рат који је трајао скоро 17 година.
- Основан је византијски град Јустинијана Прима, који касније постаје епископско седиште централног Балкана.
- Готски рат: Цар Јустинијан I поставља Велизара за главног команданта (стратегос аутократор) и шаље византијске експедиционе снаге од само 8.000 војника (половина су тешка источноримска коњица) да започну поновно освајање Италије.
- Лето – Велизар се искрцава на Сицилију и наилази на мали отпор, изузев готског гарнизона у Палерму. Опсадивши цитаделу, он блокира луку својим бродовима. Мунд напада Далмацију и заузима њен главни град, Салону.
- Јустинијан I издаје Лекс Јулиа и изјављује да жена нема право да поднесе кривичну пријаву за прељубу против мужа. То чини развод скоро немогућим у Византијском царству.
- 31. децембар — Велизар завршава освајање Сицилије, поразивши готски гарнизон Палермо (Панормос) и окончавши своје конзулство током године.
- Пролеће – Соломон побеђује маварске побуњенике на планини Мамес и планини Бургаон. Он обезбеђује Визацену (савремени Тунис) и успоставља утврђења дуж нумидијске границе.
- Април – Цар Јустинијан I реорганизује покрајину у афричку префектуру, са центром у Картагини. Он обнавља граничну одбрану и враћа одузету имовину цркви.
- Завршетак династије Северни Веј: Северни регион Кине је подељен на Источни Веи и Западни Веи током грађанског рата. Први владар је Вен Ди; свог сина Феи Дија чини престолонаследником.
- Извештаји о ерупцији вулкана Кракатоа (Јава), која је вероватно довела до неколико година климатских промена (видети Екстремни временски догађаји 535–536), забележени су у јаванској Књизи краљева.
- 8. мај – Папа Јован II умире у Риму после двогодишње владавине, а наследио га је Агапит I као 57. римски епископ. Шаљу га у посланство у Цариград.
- Византијске трупе протерују екстремистичку монофизитску партију из Александрије и успостављају Теодосија И за патријарха Источне православне цркве.
- Антим I постаје цариградски патријарх (535–536).
- Завршена је хришћанска базилика у Лептис Магни у северној Африци.
- Извештава се да је време необично хладно и мрачно у више делова света; види Екстремне временске прилике 535–536.

## Смрти
- Википедија:Непознат датум — убијена је Амаласунта - Остроготска краљица.